# Cosmospora rickii
Cosmospora rickii är en svampart som först beskrevs av Rehm, och fick sitt nu gällande namn av Rossman & Samuels 1999. Cosmospora rickii ingår i släktet Cosmospora och familjen Nectriaceae.   Inga underarter finns listade i Catalogue of Life.